# Carcharhinus falciformis
O tubarão-seda' (Carcharhinus falciformis), também conhecido por inúmeros nomes como tubarão-lombo-preto, tubarão-baleia-cinzento, tubarão-baleia-cinza, tubarão-oliva, tubarão-falciforme, e tubarão-foice, é uma espécie de tubarão da família Carcharhinidae, nomeado pela textura suave de sua pele. É um dos tubarões mais abundantes na zona pelágica e pode ser encontrado em todo o mundo em águas tropicais. Altamente móvel e migratório, esse tubarão é encontrado com mais frequência na borda da plataforma continental até 50 m (164 pés). O tubarão-seda tem um corpo esbelto e aerodinâmico e normalmente cresce até um comprimento de 2,5 m (8 pés 2 pol). Ele pode ser diferenciado de outros grandes tubarões requiem por sua primeira barbatana dorsal relativamente pequena com uma margem traseira curvada, sua minúscula segunda barbatana dorsal com uma ponta traseira longa e livre e suas longas barbatanas peitorais em forma de foice. É um profundo, metálico cinza-bronze acima e branco abaixo.
Com presas muitas vezes escassas em seu ambiente oceânico, o tubarão-seda é um caçador rápido, curioso e persistente. Alimenta-se principalmente de peixes ósseos e cefalópodes e é conhecido por levá-los a cardumes compactados antes de lançar ataques de boca aberta e cortante. Esta espécie geralmente arrasta cardumes de atum, uma de suas presas favoritas. Seu senso auditivo é extremamente agudo, permitindo localizar os ruídos de baixa frequência gerados por outros animais alimentadores e, por extensão, fontes de alimento. O tubarão-seda é vivíparo, o que significa que os embriões em desenvolvimento são sustentados por uma conexão placentária com a mãe. Variação geográfica significativa é vista em seus detalhes do ciclo de vida. A reprodução ocorre o ano todo, exceto no Golfo do México, onde segue um ciclo sazonal. As fêmeas dão à luz ninhadas de até 16 filhotes anualmente ou bienalmente. Os tubarões recém-nascidos passam seus primeiros meses em viveiros de recifes relativamente abrigados na plataforma continental externa, crescendo substancialmente antes de se mudarem para o oceano aberto.
O tamanho grande e os dentes cortantes do tubarão-seda o tornam potencialmente perigoso e se comporta agressivamente em relação aos mergulhadores. No entanto, os ataques são raros, pois poucos humanos entram em seu habitat oceânico. Os tubarões-seda são valorizados por suas barbatanas e, em menor grau, por sua carne, pele, óleo de fígado e mandíbulas. Devido à sua abundância, eles formam um componente importante da pesca comercial e artesanal de tubarões em muitos países. Além disso, sua associação com o atum resulta em muitos tubarões sendo capturados como capturas acessórias na pesca de atum. Embora com reprodução lenta, como a maioria dos outros tubarões, se pensava que a ampla distribuição e o grande tamanho populacional do tubarão lombo-preto protegiam as espécies contra essas pressões de pesca. No entanto, os dados agora sugerem que o número de tubarões-seda está diminuindo em todo o mundo, o que levou a IUCN a reavaliar seu status de conservação para Vulnerável em 2017.

## Taxonomia

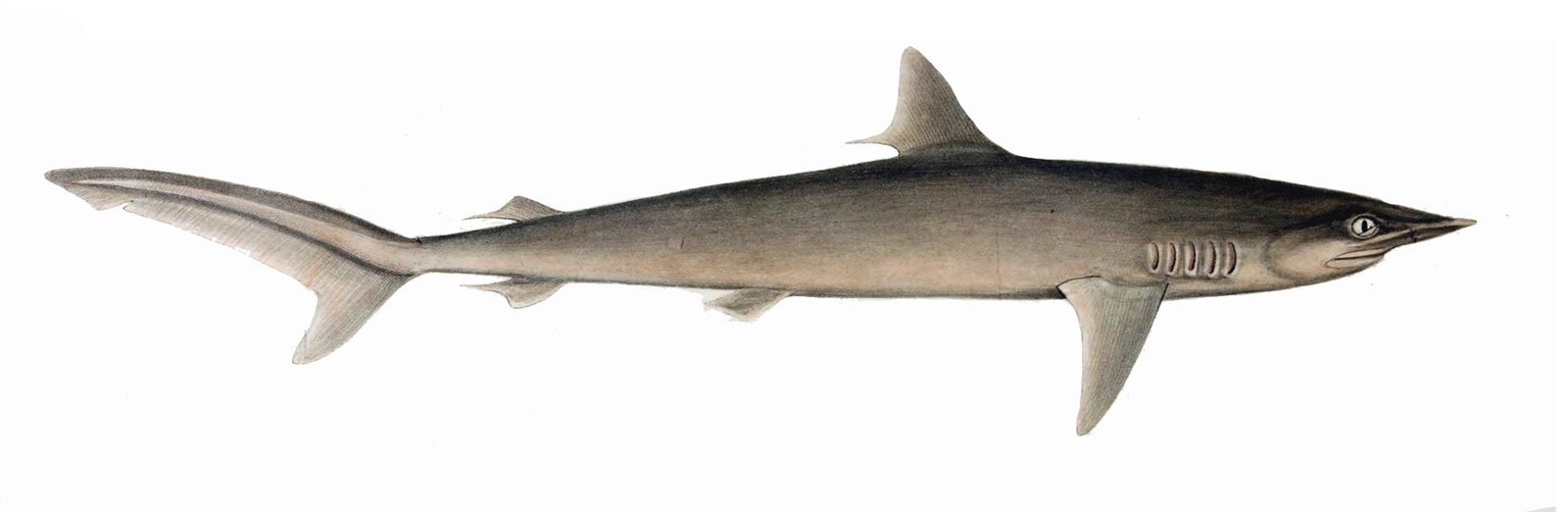
Ilustração de um tubarão-seda, de Müller e Henle.

Uma descrição científica do tubarão-seda foi publicada pela primeira vez pelos biólogos alemães Johannes Müller e Jakob Henle, sob o nome Carcharias (Prionodon) falciformis, em seu Systematische Beschreibung der Plagiostomen, de 1839. Os autores subsequentes atribuíram essa espécie ao gênero Carcharhinus. Como o espécime do tipo Müller e Henle era um feto feminino de 53 cm de comprimento em Cuba, historicamente os tubarões da seda não eram reconhecidos como C. falciformis e foram descritos como uma espécie separada, Carcharhinus floridanus, de Henry Bigelow, William Schroeder e Stewart Springer, em 1943. Jack Garrick, Richard Backus e Robert Gibbs, Jr. sinonimizaram C. floridanus com C. falciformis em 1964.
O epíteto específico falciformis é em latim para "foice", que se refere ao contorno das barbatanas dorsal e peitoral. O nome comum do tubarão-seda vem da textura fina de sua pele em comparação com outros tubarões, um produto de seus minúsculos dentículos dérmicos densamente compactados. Também pode ser chamado de tubarão lombo-preto (geralmente usado para C. sealei), tubarão-cinzento (geralmente usado para C. amblyrhynchos), tubarão-baleia-cinza, tubarão-oliva, tubarão-de-recife, tubarão ridgeback, tubarão falciforme, tubarão em forma de foice, tubarão da seda e baleeiro sedoso.

## Filogenia e evolução
|  | Carcharhinus altimus  |
|  |                       |
|  | Carcharhinus plumbeus |
|  |                       |

|  | Carcharhinus perezi |
|  | |
|  | \| \| Carcharhinus galapagensis \| \| \| \| \| \| Carcharhinus obscurus \| \| \| \| \| \| Carcharhinus longimanus \| \| \| \| \| \| Prionace glauca[11] \| \| \| \| |
|  | |
|  | Carcharhinus galapagensis |
|  | |
|  | Carcharhinus obscurus |
|  | |
|  | Carcharhinus longimanus |
|  | |
|  | Prionace glauca |
|  | |

|  | Carcharhinus galapagensis |
|  |                           |
|  | Carcharhinus obscurus     |
|  |                           |
|  | Carcharhinus longimanus   |
|  |                           |
|  | Prionace glauca           |
|  |                           |

|  | Carcharhinus perezi |
|  | |
|  | \| \| Carcharhinus galapagensis \| \| \| \| \| \| Carcharhinus obscurus \| \| \| \| \| \| Carcharhinus longimanus \| \| \| \| \| \| Prionace glauca[11] \| \| \| \| |
|  | |
|  | Carcharhinus galapagensis |
|  | |
|  | Carcharhinus obscurus |
|  | |
|  | Carcharhinus longimanus |
|  | |
|  | Prionace glauca |
|  | |

|  | Carcharhinus galapagensis |
|  |                           |
|  | Carcharhinus obscurus     |
|  |                           |
|  | Carcharhinus longimanus   |
|  |                           |
|  | Prionace glauca           |
|  |                           |

Dentes fossilizados pertencentes ao tubarão-seda foram encontrados na Carolina do Norte: nas proximidades de duas baleias, uma na lama que data do Pleistoceno-Holoceno (há cerca de 12.000 anos) e a outra na pedra calcária de Goose Creek que data do Plioceno tardio (há cerca de 3,5 milhões de anos), bem como do rio Pungo, datando do Mioceno (há 23-5,3 milhões de anos). Dentes fósseis também foram encontrados nos estratos do Plioceno na pedreira de Cava Serredi, em Toscana, Itália. Carcharhinus elongatus, um representante anterior de sua linhagem com dentes de bordas lisas, é conhecido dos depósitos de oligoceno (há 34–23 milhões de anos) na formação de Igreja Velha da Virgínia e na formação Ashley da Carolina do Sul. Um conjunto de dentes Eoceno (há 56-34 milhões de anos) mal descritos, semelhantes aos desta espécie, são conhecidos do Egito.
Os esforços iniciais para resolver as relações evolutivas do tubarão-seda foram inconclusivos; com base na morfologia, Jack Garrick, em 1982, sugeriu o tubarão da mancha preta (C. sealei) como seu parente mais próximo. Em 1988, Leonard Compagno o atribuiu feneticamente a um "grupo de transição" informal, também contendo o tubarão de nariz preto (C. acronotus), o tubarão de pontas negras (C. melanopterus), o tubarão nervoso (C. cautus), o tubarão de cobre (C. brachyurus) e o tubarão noturno (C. signatus).
Mais recentemente, a análise filogenética de Gavin Naylor, de 1992, baseada em dados da sequência de aloenzimas, descobriu que o tubarão-seda faz parte de um grupo contendo grandes tubarões com uma crista entre as barbatanas dorsais. Um ramo dentro deste grupo contém o tubarão-corre-costa (C. plumbeus) e o tubarão de focinho longo (C. altimus), enquanto o tubarão-seda é o membro basal do outro ramo e o táxi irmão de um clado contendo o tubarão de recife do Caribe (C. perezi), tubarão de Galápagos (C. galapagensis), tubarão oceânico (C. longimanus), tubarão sombrio (C. obscurus) e tubarão azul (Prionace glauca). A análise do DNA ribossômico de 2008 de Mine Dosay-Abkulut, que incluiu os tubarões-seda, azul e de focinho longo, confirmou a proximidade dessas três espécies.

## Distribuição e habitat

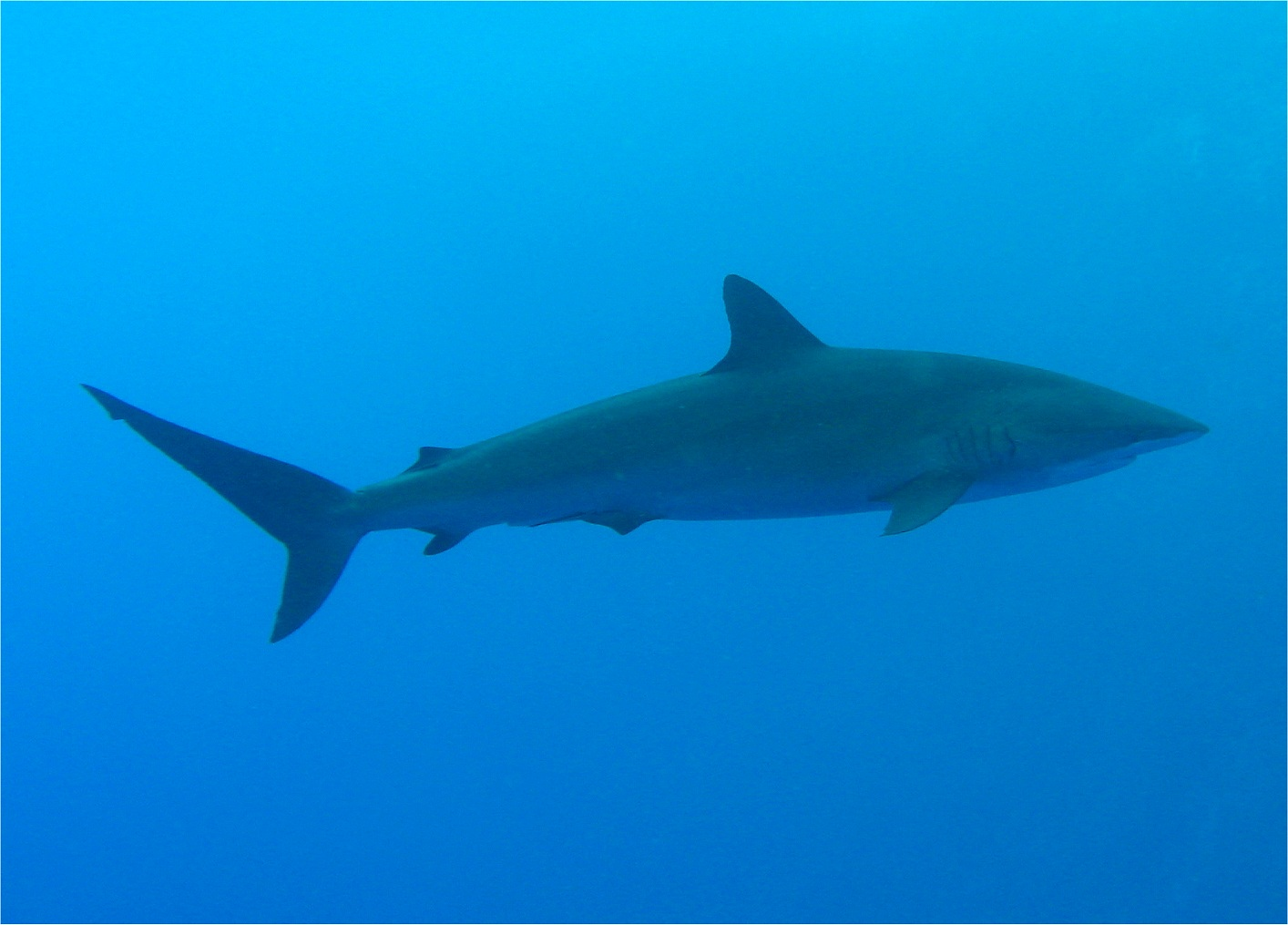
O tubarão-seda é tipicamente encontrado em águas abertas.

O tubarão-seda tem uma distribuição cosmopolita em águas marinhas mais quentes que 23 ° C (73 ° F). No Oceano Atlântico, é encontrado do estado americano de Massachusetts a na Espanha, no norte, e do sul do Brasil ao norte de Angola, no sul, incluindo o Mar Mediterrâneo, Golfo do México e Mar do Caribe. Ocorre em todo o Oceano Índico, até o sul de Moçambique no oeste e na Austrália Ocidental no leste, incluindo o Mar Vermelho e o Golfo Pérsico. No Oceano Pacífico, a extensão norte de seu alcance vai do sul da China e do Japão ao sul da Baja Califórnia e no Golfo da Califórnia, enquanto a extensão sul vai de Sydney, na Austrália, ao norte da Nova Zelândia e ao norte do Chile. Com base nas diferenças do ciclo de vida, quatro populações distintas de tubarões-seda foram identificadas em bacias oceânicas em todo o mundo: no Atlântico noroeste, no Pacífico oeste e central, no Pacífico oriental e no Oceano Índico.
Principalmente um habitante do oceano aberto, o tubarão-seda é mais comum da superfície até uma profundidade de 200 m (660 pés), mas pode mergulhar até 500 m (1.600 pés) ou mais. Estudos de rastreamento no Pacífico tropical oriental e no norte do Golfo do México descobriram que os tubarões-seda passam 99% de seu tempo a 50 m (160 pés) da superfície e 80 a 85% de seu tempo na água a uma temperatura de 26 – 30 ° C (79 – 86 ° F); o padrão era constante, independentemente do dia ou da noite. Esta espécie favorece as bordas das plataformas continentais e insulares, geralmente sobre recifes de águas profundas e ao redor das ilhas. Seu alcance se estende mais ao norte e sul ao longo das margens continentais do que nas águas oceânicas. Ocasionalmente, pode se aventurar em águas costeiras tão rasas quanto 18 m (59 pés). Os tubarões-da-seda são altamente móveis e migratórios, embora os detalhes de seus movimentos sejam pouco conhecidos. Os dados de marcação registraram tubarões individuais movendo-se até 60 km (37 milhas) por dia e cobrindo distâncias de até 1.339 km (832 milhas). Os tubarões maiores geralmente se movem distâncias maiores que os menores. No Oceano Pacífico e possivelmente em outros lugares, ele passa o verão em latitudes ligeiramente mais altas, principalmente durante os anos mais quentes do El Niño. No norte do Atlântico, a maioria dos tubarões segue a corrente do Golfo ao norte, ao longo da costa leste dos EUA. No Golfo de Áden, é mais comum no final da primavera e no verão.

## Descrição

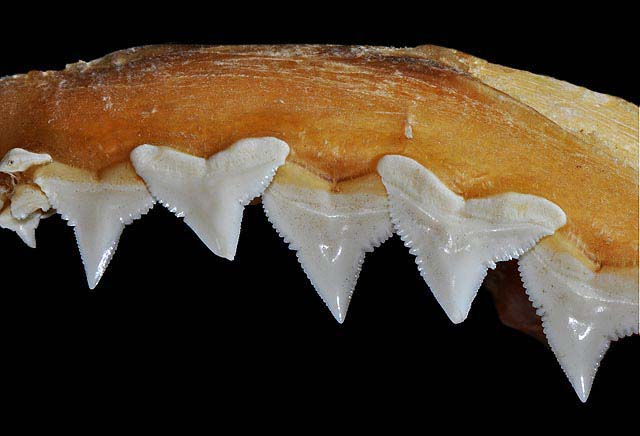
Dentes superiores

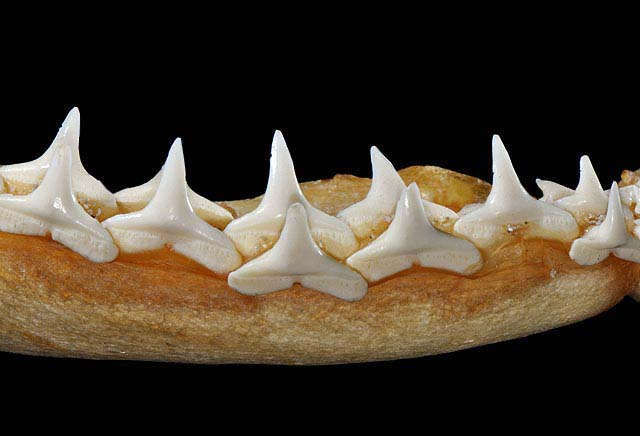
Dentes inferiores

Esbelto e aerodinâmico, o tubarão-seda tem um focinho bastante longo e arredondado, com abas de pele pouco desenvolvidas na frente das narinas. Os olhos circulares de tamanho médio são equipados com membranas nictitantes (terceiras pálpebras protetoras). Sulcos curtos e rasos estão presentes nos cantos da boca. 14 a 16 e 13 a 17 fileiras de dentes são encontradas em ambos os lados das mandíbulas superior e inferior, respectivamente (normalmente 15 para ambas). Os dentes superiores são triangulares e fortemente serrilhados, com um entalhe na borda posterior; eles estão eretos no centro e tornam-se mais oblíquos para os lados. Os dentes inferiores são estreitos, eretos e com bordas lisas. Os cinco pares de fendas branquiais são de comprimento moderado.
As barbatanas dorsal e peitoral são distintas e ajudam a distinguir o tubarão-seda de espécies semelhantes. A primeira barbatana dorsal é relativamente pequena, medindo menos de um décimo da altura do tubarão, e se origina atrás das pontas traseiras livres das barbatanas peitorais. Possui um ápice arredondado, uma margem traseira em forma de "S" e uma ponta traseira livre com cerca da metade do comprimento da barbatana. A segunda barbatana dorsal é minúscula, menor que a anal, com uma ponta traseira livre prolongada até três vezes enquanto a barbatana for alta. Uma crista dorsal estreita corre entre as barbatanas dorsais. As barbatanas peitorais são estreitas e em forma de foice, e particularmente longas em adultos. A barbatana anal se origina um pouco à frente da segunda barbatana dorsal e possui um entalhe profundo na margem posterior. A barbatana caudal é bastante alta com um lobo inferior bem desenvolvido.
A pele é densamente coberta por minúsculos dentículos dérmicos sobrepostos. Cada dentículo dérmico é em forma de diamante e possui sulcos horizontais levando a dentes marginais posteriores, que aumentam em número à medida que o tubarão cresce. O dorso é marrom dourado metálico a cinza escuro e a barriga é branca como a neve, que se estende até o flanco como uma faixa mais clara e leve. As barbatanas (exceto a primeira dorsal) escurecem nas pontas; isso é mais óbvio em jovens tubarões. A coloração desaparece rapidamente para um cinza opaco após a morte. Um dos maiores membros de seu gênero, o tubarão-seda geralmente atinge um comprimento de 2,5 m (8,2 pés), com um comprimento e peso máximo registrados de 3,5 m (11 pés) e 346 kg (763 lb), respectivamente. As fêmeas crescem mais que os machos.

## Biologia e ecologia
O tubarão-seda é um dos três tubarões pelágicos mais comuns, juntamente com os tubarões-azul e oceânicos, e conta entre os mais numerosos grandes animais oceânicos do mundo, com uma população de pelo menos dezenas de milhões. Comparado às outras duas espécies, é menos estritamente pelágico com o maior número encontrado em águas marinhas associadas à terra, onde os alimentos são mais facilmente obtidos do que em alto mar. O tubarão-seda é um predador ativo, curioso e agressivo, embora adie ao tubarão oceânico mais lento, porém mais poderoso, em situações competitivas. Ao abordar algo de interesse, pode parecer desatento, circulando tranquilamente e às vezes balançando a cabeça de um lado para o outro. No entanto, ele pode responder com rapidez surpreendente a qualquer mudança em seu entorno imediato. Esse tubarão geralmente é encontrado em torno de objetos flutuantes, como toras ou bóias navais amarradas.
Sabe-se que tubarões-seda mais jovens formam agregações grandes e pouco organizadas, possivelmente para defesa mútua. Durante as migrações, mais de mil indivíduos podem se reunir. Esses grupos geralmente são segregados por tamanho e no Pacífico, talvez também por sexo. Observou-se que os tubarões-seda de um grupo "inclinam-se", apresentando todo o perfil lateral um em direção ao outro, bem como abrem as mandíbulas ou sopram as brânquias. Na ocasião, tubarões também foram vistos subitamente subindo, se afastando pouco antes de chegar à superfície e deslizando de volta para águas mais profundas. O significado desses comportamentos é desconhecido. Quando confrontado, o tubarão-seda pode apresentar uma ameaça, na qual arqueia as costas, abaixa a cauda e as barbatanas peitorais e eleva a cabeça. O tubarão então começa a nadar em curvas apertadas, com um movimento rígido e irregular, muitas vezes virando o rumo da ameaça percebida.
Os predadores em potencial do tubarão-seda incluem tubarões maiores e baleias assassinas (Orcinus orca). Os parasitas conhecidos deste tubarão incluem o isópode Gnathia trimaculata, o copépode Kroeyerina cortezensis, e as tênias Dasyrhynchus variouncinatus e Phyllobothrium sp. Tubarões-seda freqüentemente se misturam com cardumes de tubarões-martelo-recortado (Sphyrna lewini) e são conhecidos por seguir mamíferos marinhos. Um relato do Mar Vermelho descreve 25 tubarões-seda perseguindo uma grande vagem de golfinhos (Tursiops sp.), Juntamente com 25 tubarões cinzentos de corais (C. amblyrhynchos) e um tubarão solitário (C. albimarginatus). Os próprios tubarões seda são acompanhados por peixes-piloto juvenis (Naucrates ductor), que "cavalgam" a onda de pressão à frente do tubarão, bem como por Carangidae, que arrancam restos de comida e esfregam a pele do tubarão para eliminar os parasitas.

### Alimentação

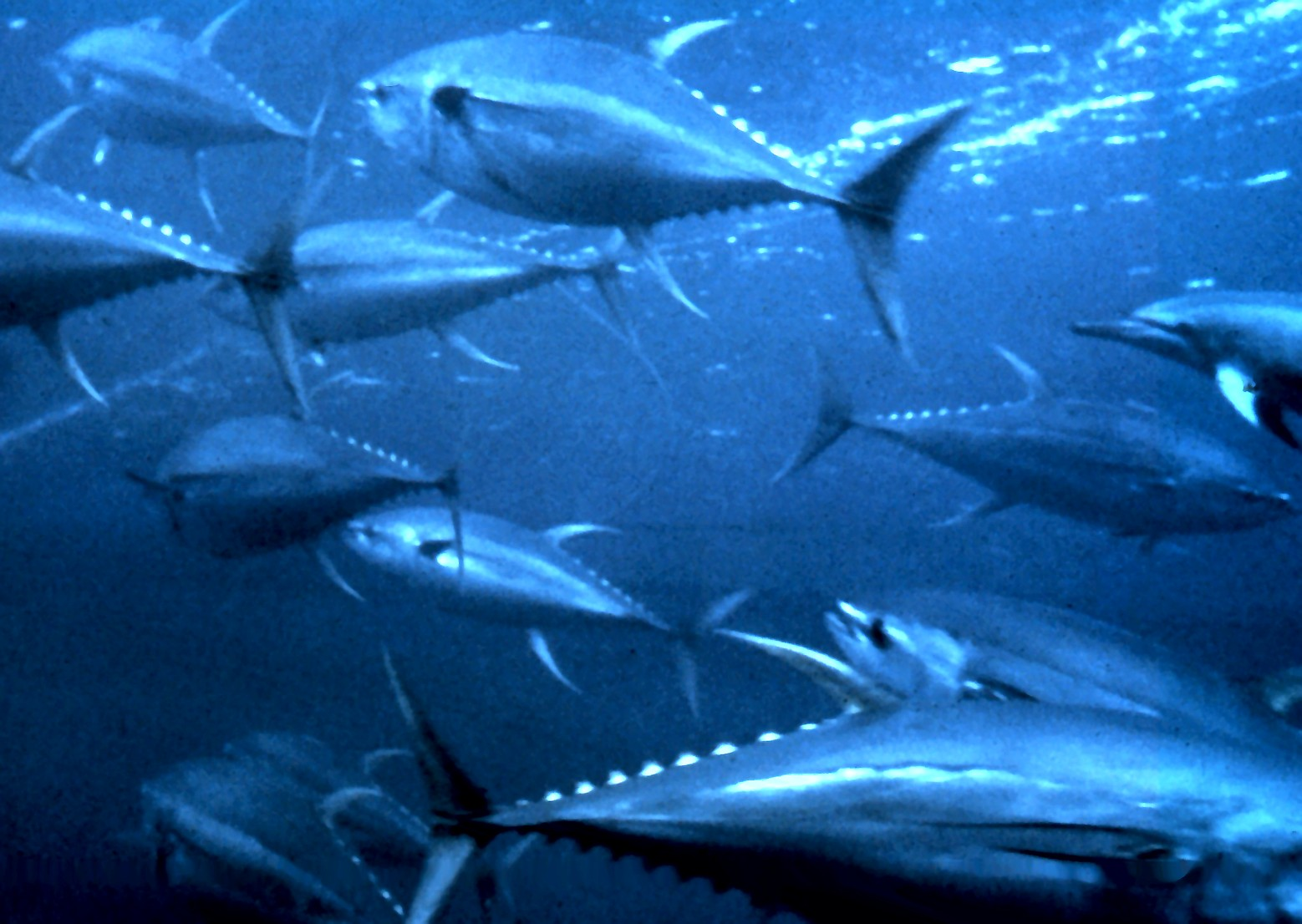
O atum é uma presa preferida do tubarão-seda, frequentemente encontrado atrás de seus cardumes

O tubarão-seda é um predador oportunista, alimentando-se principalmente de peixes ósseos de todos os níveis da coluna de água, incluindo atum, cavala, sardinha, salmonete, garoupas, Lutjanidae, carpas, Kyphosidae, chubs marinhos, bagres do mar, enguias, peixes-lanterna, peixes-arquivo, peixes-gatilho e peixes-porco. Também pode ]alimentar-se de lulas, nautilus de papel e caranguejos, e evidências fósseis indicam que ele foi varrido nas carcaças de baleias. Boas oportunidades de alimentação podem atrair tubarões-seda em grande número; um desses agregados de alimentação no Pacífico foi documentado "pastoreando" um cardume de peixes pequenos em uma massa compacta (uma bola de isca) e prendendo-o contra a superfície, após o que os tubarões consumiram todo o cardume. Ao atacar peixes bem compactados, os tubarões-baleia-cinzentos atacam a massa e cortam a boca aberta, pegando as presas nos cantos de suas mandíbulas. Embora vários indivíduos possam se alimentar de uma só vez, cada um lança seu ataque de forma independente.
Estudos realizados na costa da Flórida e nas Bahamas mostraram que tubarões-seda são altamente sensíveis ao som, em particular pulsos irregulares de baixa frequência (10 a 20 Hz). Experimentos em que esses sons eram tocados debaixo d'água atraíram tubarões a centenas de metros de distância. Os tubarões seda provavelmente se orientam a esses sons porque são semelhantes ao ruído gerado pela alimentação de animais como pássaros ou golfinhos, indicando assim fontes promissoras de alimento. Esses estudos também demonstraram que um tubarão seda atraído por um som se retrai rapidamente se esse som mudar abruptamente em amplitude ou caráter; essa mudança não precisa ser um som produzido por um predador para evocar a reação. Em exposições repetidas, os tubarões-seda habituam-se à mudança de som e param de se retirar, embora demorem muito mais para fazer isso em comparação com o tubarão oceânico, mais ousado.
A força de mordida de um tubarão-seda de 2 m de comprimento foi medida em 890 newtons (200 lbf). Existe uma associação bem estabelecida entre essa espécie e o atum: em Gana, quase todos os cardumes de atum têm tubarões-seda e, no leste do Pacífico, esses tubarões causam tais danos às artes de pesca do atum e às capturas que os trabalhadores da pesca lhes deram o apelido "tubarões devoradores de redes". Tubarões-seda e golfinhos-nariz-de-garrafa competem quando ambas as espécies têm como alvo o mesmo cardume de peixes; a quantidade consumida pelos golfinhos diminui em relação ao número de tubarões presentes. Se um grande número de tubarões estiver presente, eles tendem a permanecer dentro do cardume de presas, enquanto os golfinhos se consignam à periferia, possivelmente para evitar ferimentos acidentais causados pelos ataques cortantes dos tubarões. Por outro lado, se um grupo grande o suficiente de golfinhos se reunir, eles poderão afugentar os tubarões do cardume de presas. Independentemente de qual deles domine, os dois predadores não se envolvem em nenhum comportamento abertamente agressivo um contra o outro.

### Ciclo de vida

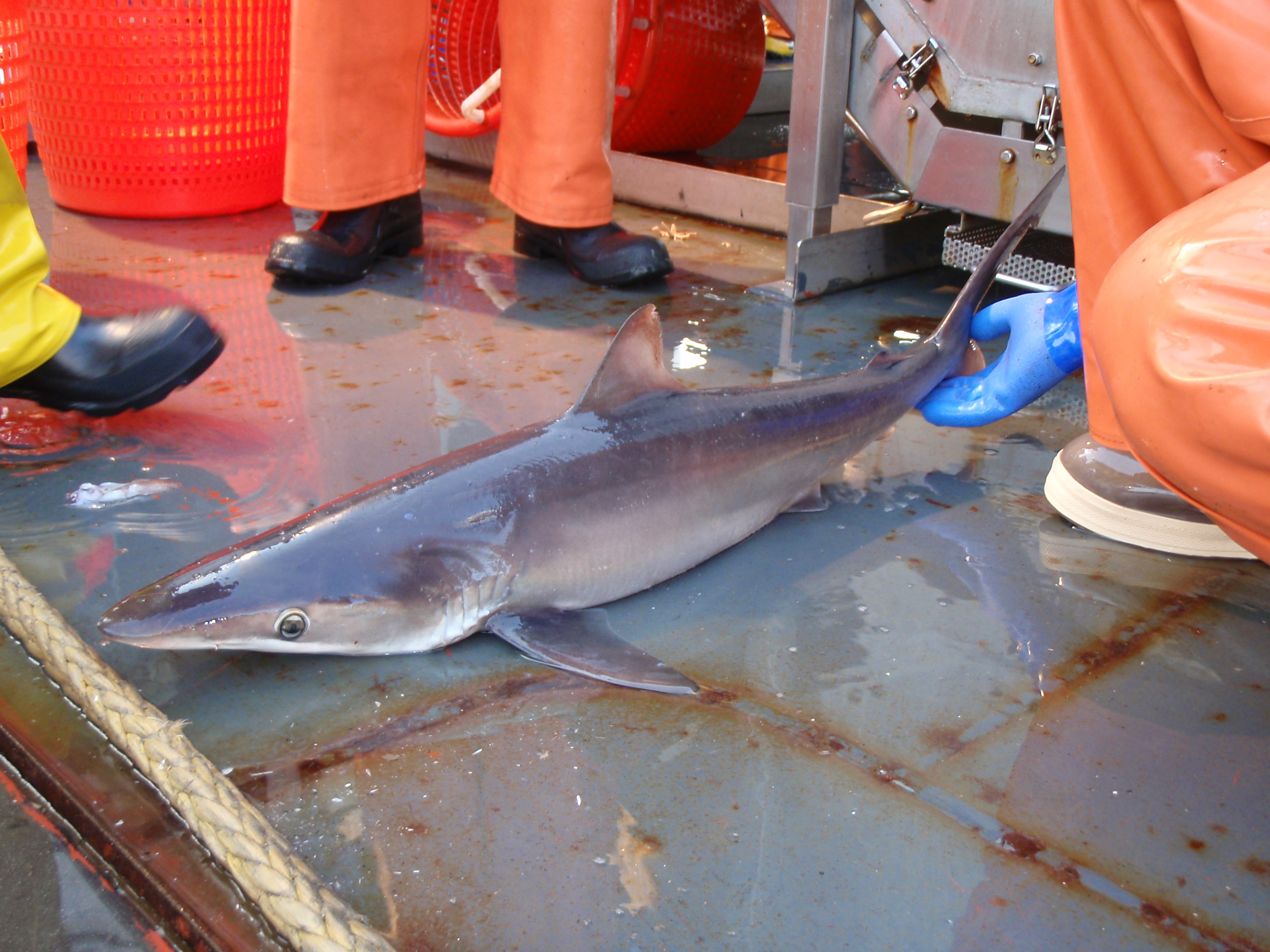
Um tubarão-seda juvenil.

Como outros membros de sua família, o tubarão-seda é vivíparo: uma vez que o embrião em desenvolvimento esgota seu suprimento de gema, o saco de gema esgotado é convertido em uma conexão placentária através da qual a mãe fornece alimento. Em relação a outros tubarões vivíparos, a placenta do tubarão-seda é menos semelhante à estrutura análoga dos mamíferos, pois não existe interdigitação entre os tecidos do feto e da mãe. Além disso, as células vermelhas do sangue fetal são muito menores que as células maternas, o que é oposto ao padrão observado nos mamíferos. As fêmeas adultas têm um único ovário funcional (no lado direito) e dois úteros funcionais, que são divididos longitudinalmente em compartimentos separados para cada embrião.
Pensa-se que os tubarões-seda em muitas partes do mundo se reproduzem o ano todo, enquanto o acasalamento e o nascimento no Golfo do México ocorrem no final da primavera ou no início do verão (maio a agosto). No entanto, em alguns casos, a presença de sazonalidade reprodutiva pode ter sido obscurecida por vieses na coleta de dados. As fêmeas dão à luz após um período de gestação de 12 meses, todos os anos ou a cada dois anos. O tamanho da ninhada varia de 1 a 16 e aumenta com o tamanho da fêmea, sendo 6 a 12 típicos. Os filhotes nascem em áreas de viveiro de recifes na plataforma continental externa, onde ocorrem amplos suprimentos alimentares e proteção contra grandes tubarões pelágicos. O risco de predação optou por um crescimento rápido em tubarões jovens, que crescem 25 a 30 cm de comprimento no primeiro ano de vida. Após alguns meses (ou no primeiro inverno no Golfo do México), os tubarões agora subadultos migram do berçário para o oceano aberto.
| Região             | Tamanho ao nascer | Tamanho do macho na maturidade | Tamanho da fêmea na maturidade |
| ------------------ | ----------------- | ------------------------------ | ------------------------------ |
| Atlântico Noroeste | 68-84 cm          | 2.15-2.25 m                    | 2.32-2.46 m                    |
| Atlântico Leste    | ?                 | 2.20 m                         | 2.38-2.50 m                    |
| Oceano Índico      | 56-87 cm          | 2.39-2.40 m                    | 2.16-2.60 m                    |
| Pacífico Oeste     | ?                 | 2.10-2.14 m                    | 2.02-2.20 m                    |
| Pacífico Central   | 65-81 cm          | 1.86 m                         | 2.00-2.18 m                    |
| Pacífico Leste     | 70 cm             | 1.80-1.82 m                    | 1.80-1.82 m                    |

As características do ciclo de vida do tubarão-seda diferem em sua faixa (consulte a tabela). Os tubarões do Noroeste do Atlântico tendem a ser maiores do que os do Pacífico Centro-Oeste em todas as idades, enquanto os tubarões do Pacífico Oriental tendem a ser menores do que os tubarões de outras regiões. Os tubarões do Atlântico Leste e do Oceano Índico parecem coincidir ou exceder o tamanho dos tubarões do noroeste do Atlântico, mas os números são baseados em relativamente poucos indivíduos e são necessários mais dados.
A taxa geral de crescimento do tubarão-seda é moderada em comparação com outras espécies de tubarões e semelhante para ambos os sexos, embora varie significativamente entre os indivíduos. Um estudo na região central do Pacífico descobriu que as fêmeas crescem muito mais lentamente que os machos, mas os resultados podem ter sido distorcidos pela falta de dados de fêmeas grandes. As taxas de crescimento mais altas relatadas são de tubarões no norte do Golfo do México e as mais baixas de tubarões do nordeste de Taiwan. Machos e fêmeas atingem a maturidade sexual entre 6 e 10 anos e 7 a 12 anos ou mais, respectivamente. Tubarões de águas mais temperadas podem crescer mais devagar e amadurecer mais tarde do que aqueles em regiões mais quentes. A vida útil máxima é de pelo menos 22 anos.

## Interações humanas

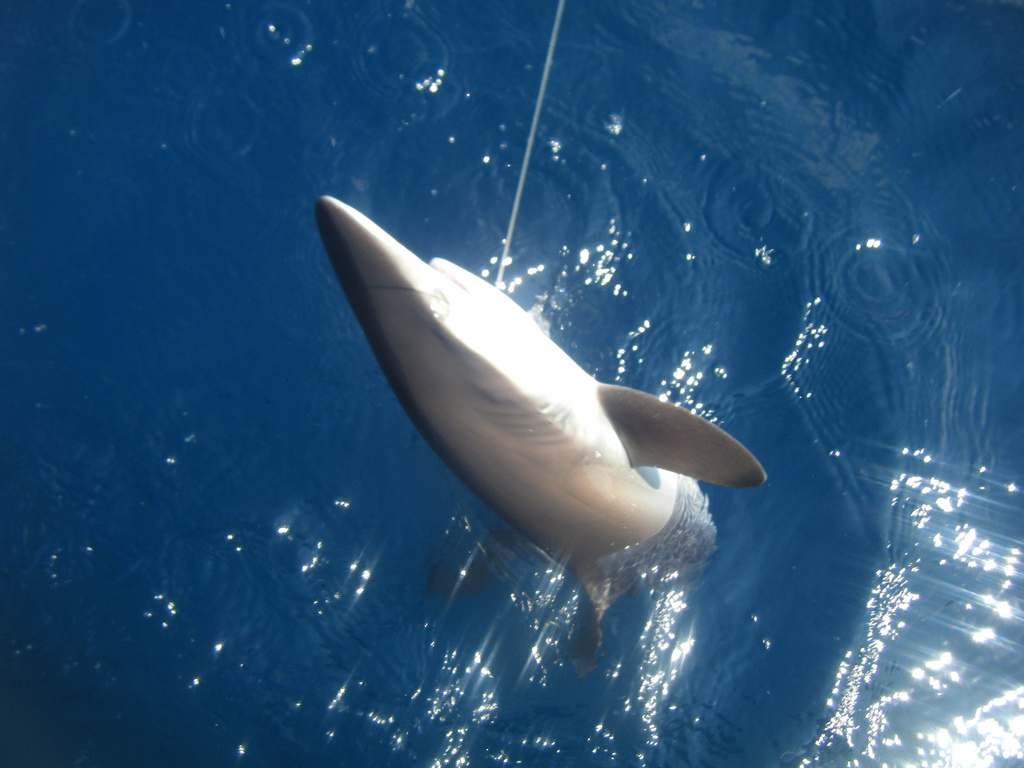
Um tubarão-seda capturado por um pescador esportivo - este tubarão é altamente pescado em muitas regiões

Dado seu tamanho formidável e dentição, o tubarão-seda é considerado potencialmente perigoso para os seres humanos. No entanto, raramente entra em contato com as pessoas devido a seus hábitos oceânicos. Sua curiosidade e ousadia naturais podem levá-lo a abordar repetidamente e de perto os mergulhadores, e podem tornar-se perigosamente excitados na presença de alimentos. O tubarão-seda tende a ser mais agressivo se encontrado em um recife do que em águas abertas. Casos de tubarões individuais perseguindo persistentemente mergulhadores e até forçando-os a sair da água foram relatados. Em maio de 2009, o International Shark Attack File lista seis ataques atribuíveis ao tubarão-seda, três deles não provocados e nenhum fatal.
Um grande número de tubarões-seda é capturado pelas pescarias comerciais e artesanais de tubarões multiespécies que operam no México, Guatemala, El Salvador, Costa Rica, Estados Unidos, Equador, Espanha, Portugal, Sri Lanka, Maldivas, Iêmen e Costa do Marfim. Um número ainda maior é capturado incidentalmente pela pesca de palangre e redes de cerco com retenida em toda a sua extensão, particularmente as que utilizam dispositivos de agregação de peixes. É o tubarão mais comum capturado como captura acessória no leste do Pacífico e no Golfo do México, e o segundo tubarão mais comum capturado como captura acessória (ao lado do tubarão azul) em geral. As barbatanas são valorizadas como um ingrediente na sopa de barbatana de tubarão, com os tubarões capturados frequentemente sofrendo Shark finning e jogados no mar e o resto do corpo descartado. As barbatanas de um milhão e meio de tubarões-seda estimados são comercializadas globalmente por ano; é a segunda ou terceira espécie mais comuns leiloadas no mercado de barbatanas de Hong Kong, o que representa mais da metade do comércio global. A carne (vendida fresca ou seca e salgada), a pele e o óleo de fígado também podem ser utilizados, e também os maxilares: essa espécie é a fonte predominante de mandíbulas secas de tubarão vendidas a turistas nos trópicos. Alguns pescadores esportivos capturam tubarões-seda.

### Conservação
Como um dos tubarões mais abundantes e amplamente distribuídos na Terra, o tubarão-seda já foi considerado imune ao esgotamento, apesar da forte mortalidade por pesca. Somente em 1989, cerca de 900.000 indivíduos foram capturados como capturas acessórias na pesca com palangre do atum do sul e central do Pacífico, aparentemente sem efeito sobre a população total. Os dados da pesca neste tubarão são frequentemente confundidos com a subnotificação, falta de separação no nível das espécies e identificação problemática. No entanto, evidências crescentes indicam que o tubarão-seda declinou substancialmente em todo o mundo, uma conseqüência de sua modesta taxa reprodutiva que é incapaz de sustentar níveis tão altos de exploração. As capturas anuais totais relatadas à Organização para a Agricultura e a Alimentação caíram de 11.680 toneladas em 2000 para 4.358 toneladas em 2004. As avaliações regionais encontraram tendências semelhantes, estimando quedas de cerca de 90% no Pacífico central entre as décadas de 1950 e 1990, 60% na Costa Rica de 1991 a 2000, 91% no Golfo do México entre as décadas de 1950 e 1990 e 85% (para todos os grandes tubarões requiem) no noroeste do Atlântico entre 1986 e 2005. A pesca de tubarões sedosos no Sri Lanka relatou uma de uma captura de pico de 25.400 toneladas em 1994 para apenas 1960 toneladas em 2006, indicativo de um colapso local do estoque. No entanto, as pescarias japonesas nos oceanos Pacífico e Índico não registraram mudanças na taxa de captura entre as décadas de 1970 e 1990, e a validade das metodologias usadas para avaliar declínios no Golfo do México e no noroeste do Atlântico tem sofrido muito debate.
A partir de 2017, o tubarão-seda é classificado pela União Internacional para Conservação da Natureza (IUCN) como uma espécie vulnerável. O tubarão-seda está listado no Anexo I, Espécies Altamente Migratórias, da Convenção das Nações Unidas sobre o Direito do Mar, embora isso ainda deva resultar em quaisquer esquemas de gestão. As espécies devem se beneficiar da proibição de barbatanas de tubarões, que estão sendo cada vez mais implementadas por nações e entidades supranacionais, incluindo os Estados Unidos, a Austrália e a União Europeia. Organizações como a Comissão Internacional para a Conservação do Atum Atlântico e a Comissão Interamericana de Atum Tropical também adotaram medidas para melhorar o monitoramento da pesca, com o objetivo final de reduzir as capturas acessórias de tubarões. No entanto, dada a natureza altamente migratória do tubarão-seda e sua associação com o atum, não é conhecido um meio simples de reduzir as capturas acessórias sem afetar também a economia da pesca.